# Dmitri Nadiozhni
Dmitri Nikoláyevich Nadiozhni (en ruso: Дмитрий Николаевич Надёжный; 5 de noviembre de 1873, Nizhny Novgorod - 22 de febrero de 1945, Moscú) fue un comandante del Ejército Imperial Ruso que después se unió al Ejército Rojo. Alcanzó el rango de teniente general y luchó en la Primera Guerra Mundial y en la guerra civil rusa, comandando el Ejército Rojo en el frente del norte en esta última.

## Primeros años
Nadiozhni nació en el seno de una familia noble de Nizhni Nóvgorod y se graduó en la 1.ª Escuela Militar Pavlovski en 1892. Fue comisionado como Teniente en el 14.º Regimiento Georgiano de Granaderos, y después fue transferido al 10.º Regimiento de Rifles Siberiano. Durante la guerra ruso-japonesa sirvió como capitán y recibió la Orden de San Jorge. Poco antes del estallido de la I Guerra Mundial era consejero militar en Mongolia.

## I Guerra Mundial
Cuando empezó la guerra, Nadiozhni fue asignado al 40.º Regimiento de Infantería de Kolyvan. En 1915 fue promovido a Mayor General, y para 1916 era jefe de Estado Mayor del 69.º Regimiento de Infantería.

## Guerra Civil Rusa
Nadyozhny se unió al Ejército Rojo a principios de 1918 y sirvió como jefe para la defensa del distrito militar de Finlandia. Como comandante del Frente del Norte, condujo al Ejército Rojo a la victoria contra el Ejército Blanco y sus aliados occidentales en la batalla de Shenkursk. En 1919 recibió la Orden de la Bandera Roja por la defensa de Petrogrado a la cabeza del 7.º Ejército, contra las fuerzas de Yudénich. Entre 1921 y 1924 Nadyozhny fue inspector jefe adjunto del Ejército Rojo.

## Arresto
En enero de 1931 fue arrestado durante el 'Caso de Primavera', destituido del servicio, y sentenciado a prisión en Sverdlovsk, durante cinco años. Fue liberado en 1932 y reincorporado en el Ejército Rojo.

## II Guerra Mundial
Entre 1933 y 1942, Nadiozhni enseñó en la Academia Médica Militar de Kirov. Fue promovido a Teniente General en 1940, y fue evacuado a Samarcanda cuando los alemanes amenazaron Moscú. Se retiró en 1942 y murió en Moscú en 1945.